# Daohugoupterus
Daohugoupterus es un género extinto de pterosaurio que vivió durante el Jurásico Superior en el noreste de China. Se basa en el espécimen holotipo IVPP V12537, un esqueleto parcial con impresiones de tejidos blandos. Este espécimen incluye parte del torso y la cintura escapular, el húmero izquierdo (en la parte superior del brazo), vértebras del cuello, y la posterior del cráneo. Las cortas vértebras del cuello, la presencia de costillas cervicales, y la forma del húmero indican que Daohugoupterus era un pterosaurio relativamente basal. Daohugoupterus fue descrito en 2014 por Xin Cheng y colaboradores. La especie tipo y única conocida es D. delicatus. Es un miembro de la Biota de Yanliao, la cual incluye además a los pterosaurios Jeholopterus y Pterorhynchus; Daohugoupterus es el más pequeño de los tres.